# La vita comincia ogni mattina
La vita comincia ogni mattina è una commedia della coppia teatrale Terzoli & Vaime. Fu rappresentata per la prima volta nel 1981 al Teatro Nazionale di Milano.
(Dalla canzone "La vita comincia ogni mattina" - Terzoli & Vaime)

## Trama
Il protagonista, Giulio Cogliati, è sposato con Lucia, e segue tutte le sue abitudini e la sua routine quotidiana. È il classico milanese arricchito che gestisce una piccola fabbrica. Improvvisamente, la sua vita viene stravolta dalla passione per Isabel, una ragazza brasiliana, molto più giovane di lui.; 
In due ore, Giulio deve decidere se fare i bagagli e partire con Isabel, o restare nella sua tranquilla routine quotidiana, assieme a Lucia.